# منتخب ليتوانيا لكرة الطائرة للسيدات
منتخب ليتوانيا الوطني لكرة الطائرة للسيدات (بالليتوانية: Lietuvos moterų tinklinio rinktinė)‏ هو ممثل ليتوانيا الرسمي في المنافسات الدولية في كرة طائرة للسيدات.